# Манный суп

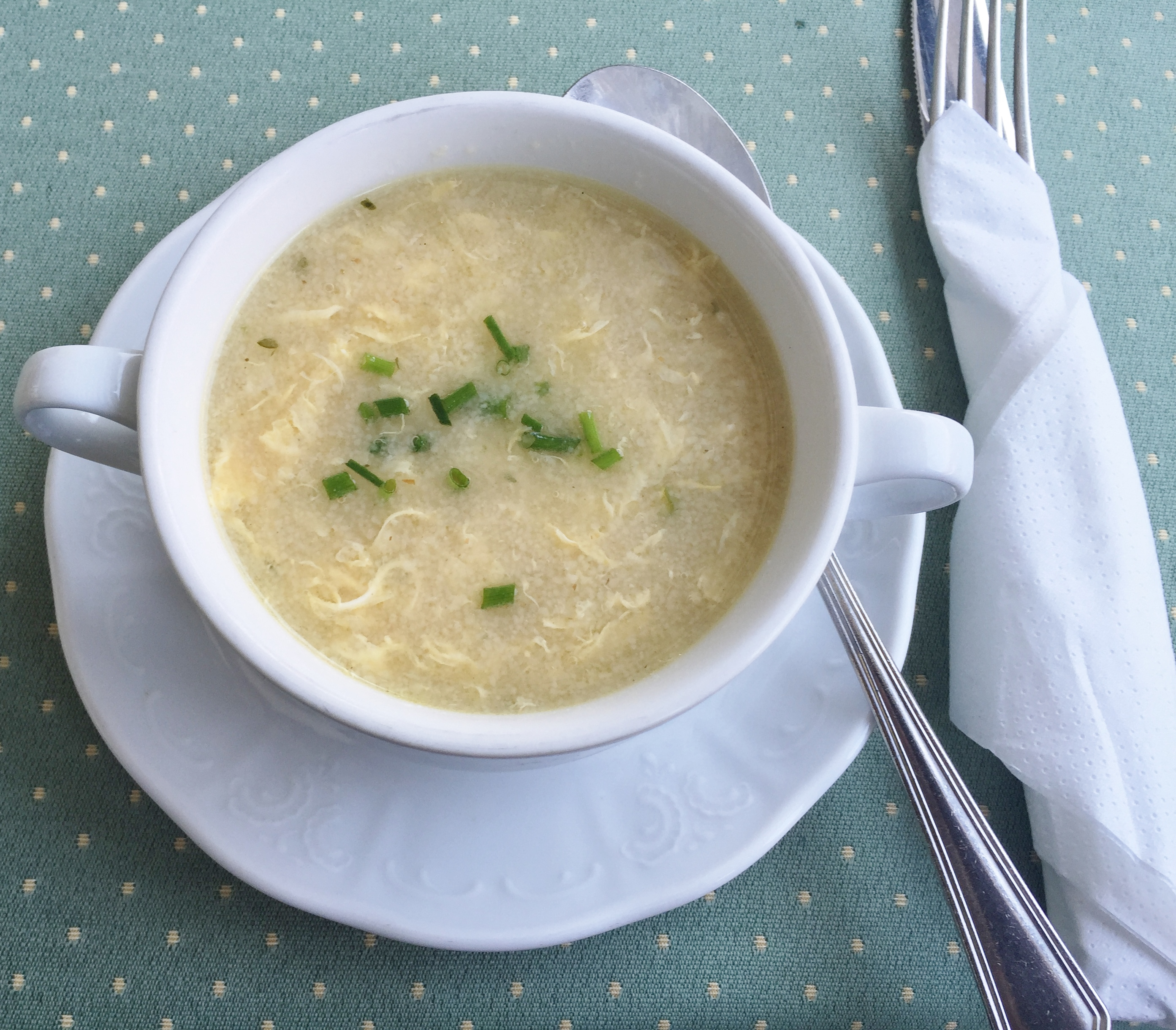
Манный суп с яичными хлопьями

Манный суп (нем. Grießsuppe) — суп, основным ингредиентом которого является манная крупа. Популярное блюдо немецкой и австрийской кухни в голодные времена, ныне практически забытое. В своей кулинарной книге графиня Марион Дёнгоф приводила слова Теодора Фонтане: «Манный суп, тёплое жильё и отсутствие боли — это уже много». Для приготовления супа подходит манная крупа из твёрдых сортов пшеницы и цельнозерновая крупа. В манный суп также добавляют овощи.
В Германии на мясном бульоне готовили так называемый «жареный» манный суп с обжаренными на растительном масле репчатым луком и морковью, который в заключение приправляли сливочным маслом и рубленой петрушкой. Согласно рецепту «Леопольд» в манный суп добавляют порезанный полосками щавель и посыпают кервелем и листьями кочанного салата. В Австрии готовят «загорелый» манный суп: манную крупу слегка обжаривают в сливочном масле, засыпают в процеженный телячий бульон и варят с овощами, затем заправляют ру на сливочном масле и муке, а также яичным желтком, а перед подачей посыпают рубленой петрушкой.